# Ndiob
Ndiob est une localité du Sénégal, située dans le centre-ouest du pays.

## Histoire
L’histoire de Ndiob est marquée par de grands évènements datant plus de huit (8) siècles. Ces derniers ont façonné son identité, sa culture dans toute sa richesse et sa diversité. Le village de Ndiob est fondé sous le règne effectif du septième Roi du Sine Silmang Maronne entre 1276 et 1287. Son fondateur fut Pama Maronne venant du village de Diakhao situé dans la région de Fatick. Ainsi, ce dernier avec l’aide de (8) personnes (Ngor Maronne ; Samba, Coly, Kaï, Limé et Coumba Diop ; Kossène, et Dibor Sène) se rassemblèrent pour cohabiter autour d’un tamarinier « SOP en sérère» dont la transformation du nom aboutit au   « village de NDIOB ».
La répartition spatiale de la population dans un territoire est à la fois le fruit d’un héritage historique et d’un besoin de modernisation. L’occupation spatiale actuelle de Ndiob revèle une certaine dynamique organisationnelle très ancienne mise en œuvre par ses premiers habitants afin d’assurer une cohésion sociale :
- Le premier « Sandigué » (représentant du roi) de Ndiob fut Pama Maronne. Et il était assisté dans son pouvoir par un « Lamane », un « Jaraaf », un « Farba » avec à ses côtés un griot et un « Sékrew ».
- Ngor Maronne fut nommé « Lamane », le propriétaire de terres ;
- Coumba Diop fut la première femme « Farba », la conseillère au « Sandigué » ;
- Le griot du Sandigué fut Ngor Sène.
– Dibor Sène fut la « Sékrew », l’aiguilleuse des femmes à leur cérémonie de mariage.

## Traditions
Le Ndoutt est une cérémonie traditionnelle qui se déroule à Ndiob.

## Administration
Ndiob fait partie de l'arrondissement de Diakhao, situé dans le département de Fatick, une subdivision de la région de Fatick.
Située à la frontière du département de Diourbel, la communauté rurale comprend une dizaine de villages.
Son maire, Oumar Ba (élu lors de l'élection locale et départementale 29 juillet 2014) ancien haut fonctionnaire de l’état du Sénégal, il décidera de quitter l’administration pour s’engager activement dans les mouvements associatifs. Ceci lui permettra selon sa vision d’être plus proche des populations et de mettre en œuvre des projets de développement.  Acteur reconnu dans son pays du développement local pour avoir été à la direction de plusieurs ONG. C’est aussi un amoureux de la nature et un militant de l’approche agro-écologique.
Pour mieux mettre en œuvre sa vision agro-écologique, il engagera dans la conquête du pouvoir local et sera élu maire de la commune de Ndiob en 2014. Il est actuellement Président du Conseil de surveillance de l’Agence Sénégalaise de la Reforestation et de la Grande Muraille et Président du Réseau des villes verte et écologiques du Sénégal. Sa vision verte a été primée trophée  de la meilleure politique agricole locale par la FAO lors de l’assemblée générale tenue à Rome en 2018 et lauréats du prix meilleure initiatives pour le Climat lors du Sommet Africités 8 à Marrakech en 2018 pour la mise en œuvre de son projet de « Commune verte et résiliente ».
Ba est en train de promouvoir un développement alternatif structuré autour de la promotion de l’agro-écologie, de l’agro-foresterie et des énergies renouvelables.
Militant engagé de la cause africaine, il participera à plusieurs sommets mondiaux sur le climat et sur la transition agro-écologique.

## Géographie
La commune de Ndiob est chef-lieu d’Arrondissement du même nom dans le Département de Fatick, Région de Fatick. Elle couvre une superficie de 127 km² englobant 18 villages. Elle est limitée:
- à l’Ouest par la commune de Patar Sine,
- à l’Est par le département de Gossas,
-au Nord par la région de Diourbel
- et au Sud par la commune de Thiaré Ndialgui.

### Population
La population de Ndiob est estimée à 19.028 habitants, selon le RGPHAE 2013, dont 9.500 hommes et 9.528 femmes soit une légère prédominance des femmes. Elle était de 14.823 habitants en 2002 (RGPH, 2002) d’où un taux de croissance annuel de 2.29%. Cette population lui confère une densité de peuplement de 150 hbts/km².
Le nombre de ménages est estimé à 2 000.
Elle est principalement composée de Sérères, mais on y trouve aussi des Peuls et des Wolofs.

### Économie
L'agriculture et l'élevage sont les principales ressources locales.

## Éducation
Ndiob possède un CEM (Collège d'enseignement moyen